# The Equalizer 3
The Equalizer 3 is een Amerikaanse vigilante-actie-misdaadfilm uit 2023 onder regie van Antoine Fuqua. Het is een vervolg op de film The Equalizer 2 uit 2018, dat gebaseerd is op de gelijknamige televisieserie uit de jaren tachtig. Denzel Washington, die eerder ook met Fuqua samenwerkte, vertolkt wederom de hoofdrol.

## Verhaal
Robert McCall begint met een schone lei in een dorpje in Zuid-Italië. Wanneer hij merkt dat zijn nieuwe vrienden worden onderdrukt en afgeperst door de Camorra, besluit hij hier iets aan te doen.

## Rolverdeling
| Acteur              | Personage        |
| ------------------- | ---------------- |
| Denzel Washington   | Robert McCall    |
| Dakota Fanning      | Emma Collins     |
| Gaia Scodellaro     | Aminah           |
| David Denman        | Frank Conroy     |
| Eugenio Mastrandrea | Gio Bonucci      |
| Remo Girone         | Enzo Arisio      |
| Andrea Scarduzio    | Vincent Quaranta |

## Release
De film ging in première op 28 augustus 2023 in Rome en werd op 1 september 2023 uitgebracht in de Verenigde Staten.

## Trivia
- Acteur Remo Girone had in de jaren 80 en 90 van de twintigste eeuw een hoofdrol in de Italiaanse mafiaserie La piovra.